# نمط القناة
نمط القناة (بالإنجليزية: Channel pattern)‏، هي هيئة القناة النهرية كما تبدو من أعلى (بمنظور الطائر)، وتشمل الأنماط المستقيمة والمتعرجة والمجدولة والمفاغرة. سواءً تم تشكيلها في الطبيعة أم صناعياً، كما تتكون اعتمادا على عوامل جيولوجية مختلفة مثل التجوية، والتآكل، والبيئة الترسبية، ونوع الرواسب، يمكن أن تشكل أنماط مختلفة من أنماط القنوات.